# Grote Prijs Stad Zottegem 2006
Il Grote Prijs Stad Zottegem 2006, settantunesima edizione della corsa e valida come evento dell'UCI Europe Tour 2006 categoria 1.1, si svolse il 22 agosto 2006 su un percorso di 186,1 km. Fu vinta dal tedesco René Obst che terminò la gara in 4h16'00", alla media di 43,61 km/h.
Al traguardo 50 ciclisti portarono a termine il percorso.

## Ordine d'arrivo (Top 10)
| Pos. | Corridore        | Squadra       | Tempo    |
| ---- | ---------------- | ------------- | -------- |
| 1    | René Obst        | Milram Cont.  | 4h16'00" |
| 2    | Gorik Gardeyn    | Unibet.com    | s.t.     |
| 3    | Ivajlo Gabrovski | Flanders      | s.t.     |
| 4    | Peter Velits     | Konica        | s.t.     |
| 5    | Marek Rutkiewicz | Intel-Action  | s.t.     |
| 6    | Gabriel Rasch    | Maxbo Bianchi | s.t.     |
| 7    | Jens Renders     | Ch. Jacques   | s.t.     |
| 8    | Alexander Kareev | Flanders      | s.t.     |
| 9    | Hannes Blank     | Lamonta       | s.t.     |
| 10   | Marc Streel      | Pôle Cont.    | s.t.     |